# Бласко, Мириам
Ми́риам Гуадалу́пе Бла́ско Со́то (исп. Míriam Guadalupe Blasco Soto; 12 декабря 1963, Вальядолид) — испанская дзюдоистка лёгкой весовой категории, выступала за сборную Испании в конце 1980-х — середине 1990-х годов. Чемпионка летних Олимпийских игр в Барселоне, чемпионка Европы и мира, победительница многих турниров национального и международного значения. Также известна как политик, член Народной партии Испании.

## Биография
Мириам Бласко родилась 12 декабря 1963 года в городе Вальядолид. Проходила подготовку в клубе единоборств в Аликанте.
Активно выступала на различных турнирах по дзюдо начиная с 1980 года, неоднократно попадала в число призёров на чемпионатах Испании, хотя выиграть национальное первенство долгое время не могла. В 1988 году впервые стала чемпионкой Испании в лёгкой весовой категории и попала в основной состав испанской национальной сборной. Тогда же выступила на домашнем чемпионате Европы в Памплоне, откуда привезла награду серебряного достоинства. Год спустя одержала победу на студенческом чемпионате мира в Москве, получила бронзу на европейском первенстве в Хельсинки и на первенстве мира в Белграде.
В 1990 году Бласко вновь была лучшей в зачёте испанского национального первенства, выиграла этап Кубка мира в Польше, победила на международном турнире в Бельгии, заняла второе место на международном турнире в Японии и пятое место на чемпионате Европы в немецком Франкфурте-на-Майне. В следующем сезоне одолела всех соперниц на европейском первенстве в Праге и на домашнем мировом первенстве в Барселоне, став в одночасье чемпионкой Европы и мира. В 1992 году выиграла бронзовую медаль на чемпионате континента в Париже и благодаря череде удачных выступлений удостоилась права защищать честь страны на летних Олимпийских играх 1992 года в Барселоне, куда женское дзюдо впервые было включено в качестве полноценной дисциплины. Взяла здесь верх над всеми оппонентками, в том числе над британкой Николой Фейрбразер в финале, и завоевала тем самым золотую олимпийскую медаль.
После победной барселонской Олимпиады Мириам Бласко осталась в основном составе дзюдоистской команды Испании и продолжила принимать участие в крупнейших международных турнирах. Так, в 1994 году она выступила на чемпионате Европы в Афинах, где выиграла бронзовую медаль уже в полусредней весовой категории. Последний раз показала сколько-нибудь значимые результаты на международной арене в сезоне 1996 года, когда получила бронзовые награды на этапах Кубка мира в Будапеште, Варшаве и Риме. Вскоре по окончании этих соревнований приняла решение завершить карьеру профессиональной спортсменки, уступив место в сборной молодым испанским дзюдоисткам.
После завершения спортивной карьеры работала комментатором на испанском телевидении, в частности комментировала соревнования по дзюдо на Олимпийских играх 2000 в Сиднее. Позже занялась политикой, присоединилась к Народной партии Испании, несколько раз избиралась в сенат от провинции Аликанте (2000, 2004, 2008).